# Crotalaria sphaerocarpa
Crotalaria sphaerocarpa är en ärtväxtart som beskrevs av Dc.. Crotalaria sphaerocarpa ingår i släktet sunnhampor, och familjen ärtväxter.

## Underarter
Arten delas in i följande underarter:
- C. s. polycarpa
- C. s. sphaerocarpa